# Музей Канеллопулоса
Музей Канеллопулоса, повна назва Музей Павлоса та Александри Канеллопулос — музей старожитностей в Афінах, заснований 1976. Розташований в історичному районі Анафіотика, на північному схилі Афінського акрополя.
Будівля музею побудована наприкінці 19 століття, належала родині Міхалеас. Колекція передана Грецькій державі її власниками Павлосом і Александрою Канеллопулос.

## Колекція музею
Колекція музею нараховує близько 6 тисяч експонатів. Експозиція починається у мезоніні, тут представлені археологічні знахідки доби неоліту та бронзової доби, які характеризують кікладську, мінойську та мікенську цивілізації. Наступний період Історії Греції ілюструють вази із розписом в стилі геометрики та глиняні фігурки з Аттики, Кікладських островів та Кіпру.
На другому поверсі представлена багата колекція експонатів архаїчної, класичної та елліністичної доби. Найбільш відомі чорнофігурна гідрія із зображенням жінки біля фонтанного будинку та дві амфори зі сценами Діонісій роботи гончара Нікосфена, лекіфи із вазописом по білому тлі, аттичний дінос роботи Вазописця діносів. Крім того тут представлені танагрські фігурки — теракотові фігурки із давнього беотійського міста Танагра. Найяскравіші пам'ятки елліністичної скульптури — мармурова голова Александра Македонського та фаюмські портрети. Багато й колекція золотих та срібних прикрас.
Виставкові зали і мезоніну, і другого поверху прикрашають картини візантійських і поствізантійських майстрів, в тому числі критської школи. Колекція ікон нараховує 270 експонатів, а ікона «Відсічення голови святої Параскеви» містить оригінальний підпис Михайла Дамаскіна.